# Thomas F. Fischer
Thomas F. Fischer (* 4. Februar 1954 in Köln, † November 2019) war ein deutscher Performer, Zeichner und Installationskünstler.

## Leben
Fischer arbeitete von 1972 bis 1976 als Schriftsetzer, besuchte 1977 die Foolsschool Amsterdam (Unterricht bei Jango Edwards und den Theatergruppen Het Dogtroep und Spiderwoman). Von 1976 bis 1979 war er Mitglied (Acting, Stage Design, Public Relations) des Freien Theaters „Vaganten“ (Regisseur Joachim Lang), mit Spielorten in Frankreich, Polen, Portugal und Deutschland. 1978 bis 1983 folgte ein Kunststudium in Köln als Meisterschüler bei Renate Lewandowski und Daniel Spoerri. Er hat außerdem als Musiker, Schauspieler und Bühnenbildner gearbeitet.

## Werk
Viele seiner Zeichnungen, Installationen, Aktionen und Performances erschließen sich über den Gegensatz zwischen Banalem und Hochkulturellem. Einerseits sinnlich meist direkt verständlich, werden andererseits vielfältige Bezüge zu anglo-amerikanischer und britischer Musik und Kunst, zu französischer, italienischer und deutscher Kultur, Fluxus und Pop Art erst bei eingehender Beschäftigung mit dem Werk verständlich.

„Eine extreme körperliche Anwesenheit und die Anonymität beim Auftritt kommen bei seinen Performances zusammen. Einen Bezugspunkt besitzen sie im Theater, gewissermaßen gibt es auch den abschließenden Vorhang. Zum Ende der meisten Performances legt er ein Leopardenfell über den Kopf, bereits das bildmächtig. […] Seine Performances greifen soziokulturelle, gesellschaftspolitische Themen auf und sie arbeiten oft mit atmosphärischer Verdichtung, einer Radikalität der Situation. Sie zeigen prozesshafte Handlungen und berühren sich darin wieder mit den Zeichnungen.“

„Ich habe von vielen Performances kein Material, also keine Photos mehr. […] Ich verhalte mich in gewisser Weise wie ein Täter in einem Kriminalroman, der nach Möglichkeit keine Spuren hinterläßt. Ich laß’ den Zuschauer ganz bewußt mit dieser Erfahrung, die er gerade gemacht hat, alleine.“ Den Künstler interessiert die Frage, inwieweit wir als Einzelne, in unserem privaten, persönlichen Status betrachtet, „im Brennpunkt unserer persönlichen Widersprüche korrumpierbar und auch manipulierbar oder zu selbstverantwortlichem Handeln in der Lage sind.“
Obwohl in seiner künstlerischen Arbeit das Direkte und Unmittelbare einen hohen Stellenwert hatte, war Fischer ein Künstler eher für nachdenkliches Publikum. Er erhielt 1993 den Kölner Förderpreis der Schweizer Anker Bank (heute BCGE, Banque Cantonale de Genève) für sein zeichnerisches Werk. Sein Kunstunterricht mit Romakindern ist als Praxisbeispiel für Inklusive Pädagogik in die Literatur zur Weiterbildung von Grundschullehrern eingegangen.

### Monde Primitif
In der Performance „Monde Primitif“ aus dem Jahr 1981, arbeitete Fischer mit einer kleinen Leselampe, dem Flimmerbild eines defekten Fernsehers und seinem Geruchssinn, mit dem er sich im Raum orientierte. Seh- und Hörsinn hatte er durch Augenbinde und Ohrenstopfen ausgeschaltet.

### Publikationen
2016 Les jours de D'JAVU Jeudi 17./ Samedi 21. 40 Fotografien mit Textbeiträgen von Joa Lang, Jürgen Raab, Thomas Hirsch, Daniel Spoerri. Salon-Verlag (www.salon-verlag.de), Köln 2016. ISBN 978-3-89770-427-5
1994 In the Twilight Zone. 20 Zeichnungen mit Textbeiträgen von Giovanna Pisacane und Jürgen Raap. Bloopress, Köln 1994. ISBN 3-929546-00-0, 9783929546002

## Zusammenarbeiten
- 1984–1985 „Schlager“. Mitarbeit an einer Musikperformance von Arno Steffen, Aufführungen im Alten Wartesaal, Köln; auf der Musikmesse Frankfurt a. M.; bei den Ruhrfestspielen Recklinghausen
- Mitarbeit an Projekten von Daniel Spoerri. Siehe Daniel Spoerri presents eat art: „Plastic Food“ mit Thomas Fischer und Jürgen Raap (Köln).[7]

## Ausstellungen und Performances
- 2011: d'javu.21. .Crossroads… Garteninstallation. Einzelausstellung 21. Juni  2011 – 4. September 2011 Skulptur Draussen, Köln.
- 2010: d'javu.17, crossroads. Rauminstallation. Einzelausstellung 17./18. Juni – 11. Juli 2010 Neues Kunstforum, Köln.[8][9]
- 2006: Beitrag zur Ausstellung Wonderland!: Fluxus & the game. 18. November 2006 – 18. Februar 2007 Foundation Liedtas-Meesen, Kunstplatform Zebrastraat, Gent, (Kat.).[10][11]
- 2000: Präsentation des Post-Berbuerschen Apparats. Performance und Happening von Thomas F. Fischer und Jürgen Raap. Moltkerei Werkstatt, Köln.[12]
- 1998: la gaia scienza. Zeichnungen. Einzelausstellung. Arting, Köln.[13]
- 1997: Installation, Performance O.T. Galeria Arsenal, Białystok, Polen.[14]
- 1996: 5 Star Brand. Konzertante Performance. Artothek Köln (Kat.) und Dampfzentrale Bern.[15][16]
- 1996: Performance O.T. Beitrag zum Projekt „Arte Sella“ in Borgo Valsugana, Trento, Italien (Kat.).[17]
- 1995: Der Portier, Heartbreak Hotel, Radio Performance, live. Radio LoRa, Zürich.
- 1989: Performance O.T. Espace Etrange 14. Juillet. Fondation D.A.N.A.E. (Diffusion Attitudes Nouvelles Art-actuel Europe), Pouilly, Frankreich.
- 1989: Performance O.T. Bei Performance-Tage, Shedhalle Zürich. 2.–4. November. (Dokumentation) copy-left Verlag Zürich, 1990.
- 1987: Im Grund, d. h. zwischen den Organen, Installation, Performance. Fridericianum (Kassel), Documenta 8, Kassel.
- 1984: Wissen tut weh. Performance. Künstlerhaus Seefischmarkt. Beitrag zu „Kunstlandschaft Bundesrepublik“. Arbeitsgemeinschaft Deutscher Kunstvereine, Schleswig-Holsteinischer Kunstverein Kiel (Kat.)
- 1984: theorie und praxis der evolution. Rauminstallation, Performance. Einzelausstellung. Artothek Köln (Kat.).
- 1984: Im Meer/mer. Performance. Zur 1. Bonner Kunstwoche: D-5300 Kunst. Hrsg. der Dokumentation: Bundesminister des Innern, Dierk Engelken, Elisabeth Jappe.
- 1981: Monde Primitif. Performance. Moltkerei Werkstatt, Köln.
- 1981: Installation, Performance O.T. Beitrag zu Bei lebendigem Leibe: Performances von Künstlern aus Köln in der Moltkerei Werkstatt, Köln (Kat.).[18]
- 1981: Zeichnungen, Performance O.T. Zur Eröffnung von Fluxus – Aspekte eines Phänomens. Ausstellung des Kunst- und Museumsverein Wuppertal im Von-der-Heydt-Museum, Wuppertal (Kat.).
- 1980: Soirée 'Plastic Food' . Installation, Event, Performance. Jürgen Raap und Thomas F. Fischer. Beitrag zum Eat-Art Festival von Daniel Spoerri "L’Attrape tripes". Maison de la Culture, Chalon-sur-Saone, Frankreich.[19]
- 1979: Andys Reisebüro. Thomas F. Fischer und Jürgen Raap.[20]

## Zitat
„Um 23 Uhr 55 parkte Manni auf dem Bürgersteig vor der Peppermint Lounge. […] Ein knutschendes Pärchen links am Tisch, an der Theke ein älterer Mann, dürr wie ein Skelett, […]. Rechts hinten spielte der Brut-Künstler Fischer mit seinem Gehstock, leckte sich die wulstigen Lippen und zupfte an seinem Ohrring.“